# 4 Korpus Zmechanizowany (ZSRR)

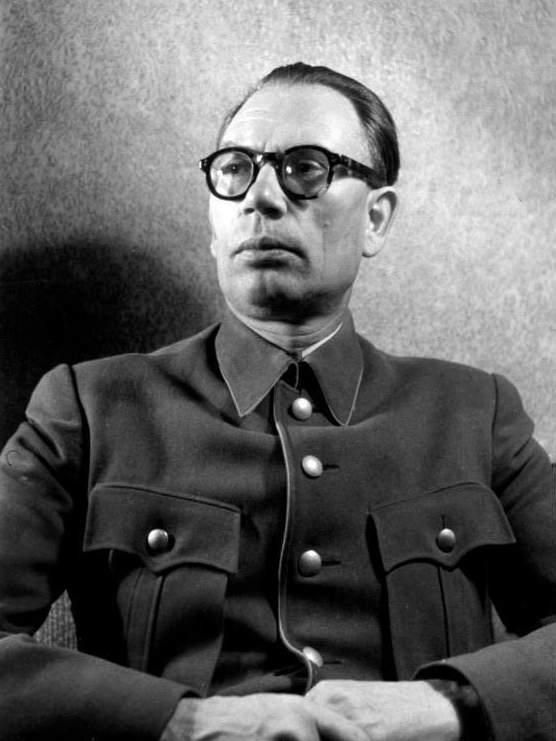
Andriej Własow, dowódca 4 Korpusu Zmechanizowanego

4 Korpus Zmechanizowany (ros. 4-й механизированный корпус)  – wyższy związek taktyczny wojsk zmechanizowanych Armii Czerwonej okresu II wojny światowej.

## Historia
Dnia 20 czerwca 1941 roku w korpusie ogłoszono alarm bojowy, w związku z planowaną agresją III Rzeszy na ZSRR. Do pierwszego starcia z wojskami niemieckimi doszło 22 czerwca kiedy 3 Pułk Motocyklowy zaatakował jednostki Wermachtu przeprawiające się przez San w rejonie miasta Laszki. Tego samego dnia dowództwo podjęło decyzję o przemieszczeniu korpusu w rejon miasta Brody. W związku z chaosem jaki ogarnął w pierwszych dniach wojny jednostki radzieckie, korpus nie wykonał postawionego przed nim zadania. 24 czerwca ze składu korpusu wyłączono 8 Dywizję Pancerną i przekazano ją do 15 Korpusu Zmechanizowanego. W związku z ciężkim położeniem sił radzieckich, korpus rozpoczął odwrót na wschód. 29 czerwca opuścił on rejon Lwowa i 3 lipca dotarł do Zbaraża. 7 lipca w wyniku odwrotu w składzie korpusu pozostało tylko 126 czołgów. 9 lipca jednostka dotarła do Iwanopola. 12 lipca korpus przekroczył Dniepr w rejonie miasta Pryłuki, odrywając się od jednostek niemieckich, jak i od 6 Armii, której podlegał.
Z dniem 12 lipca rozwiązano obydwie dywizje pancerne korpusu. Na bazie 8 Dywizji Pancernej sformowano 130 Brygadę Pancerną, a na bazie 32 Dywizji: 1 Brygadę Pancerną i 8 Brygadę Pancerną.
Od września 1942 do grudniu 1942 roku korpus walczył w składzie: 57 Armii a następnie 5 Armii Uderzeniowej Frontu Stalingradzkiego. 4 KZmech. 23 listopada 1942 połączył się z 4 Korpusem Pancernym pod Kałaczem zamykając pierścień okrążenia wokół wojsk niemieckich walczących w Stalingradzie.
Rozkazem NKO nr 394 z 18 grudnia 1942 roku 4 Korpus Zmechanizowany przeformowano w 3 Gwardyjski Korpus Zmechanizowany .

## Dowódcy korpusu
- generał major Michaił Potapow – 04 czerwca 1940 – 17 stycznia 1941,
- generał major Andriej Własow[4] – 17 stycznia 1941 – lipiec 1941.

## Skład korpusu

### I formowanie
Pierwsze formowanie Korpusu rozpoczęto w lipcu 1940 roku w Kijowskim Specjalnym Okręgu Wojskowym. Dowództwo Korpusu mieściło się we Lwowie na terenie świeżo zajętej Ukrainy. Dowództwo Korpusu sformowany na bazie dowództwa 49 Korpusu Strzeleckiego.
Skład:
- 2 Dywizja Pancerna,
- 5 Dywizja Pancerna – do lutego 1941 roku,
- 32 Dywizja Pancerna – od lutego 1941 roku,
- 84 Dywizja Zmotoryzowana
- oddziały korpuśne: 3 pułk motocyklowy, 441 korpuśny pułk artylerii, 445 korpuśny pułk artylerii, 184 samodzielny batalion łączności, 48 samodzielny zmotoryzowany batalion saperów i 104 korpuśna eskadra lotnicza.

W dniu 1 czerwca 1941 korpus liczył 28 098 żołnierzy. W dniu 22 czerwca 1941 roku miał na wyposażeniu 979 czołgów, w tym: 414 T-34 i KW-1, 175 samochody pancernymi, 134 armaty, 152 moździerze, 2854 samochody, 274 ciągniki i 1050 motocykli.

### II formowanie
Drugie formowanie 4 Korpusu Zmechanizowanego nastąpiło we wrześniu 1942 roku na podstawie dyrektywy NKO nr 1104915ss z 8 września 1942 roku w Moskiewskim Okręgu Wojskowym.
Skład korpusu :
- 36 Brygada Zmechanizowana,
  - 26 Pułk Czołgów,
- 59 Brygada Zmechanizowana,
  - 20 Pułk Czołgów,
- 60 Brygada Pancerna,
  - 21 Pułk Czołgów,
- 55 Pułk Czołgów,
- 158 Pułk Czołgów,
- 603 pułk przeciwlotniczy,
- 334 dywizjon gwardyjskich moździerzy (BM-13),
- 44 batalion samochodów pancernych,
- 61 batalion motocyklowy,
- oddziały korpuśne: 31 samodzielny batalion saperów (od 24.10.1942 r.), 79 batalion remontowy (od 24.10.1942 r.), 346 samodzielny batalion łączności (od 18.02.1943 r.), 27 samodzielny batalion saperów (od 15.10.1942 r.), 36 samodzielna kompania inżynieryjno – minowa (od 24.10.1942 r.), 28 samodzielna kompania transportowa (od 24.10.1942 r.), 1801 poczta polowa (od 25.10.1942 r.).